# IEEE 802.1X
IEEE 802.1X – standard IEEE kontroli dostępu do sieci przewodowych i bezprzewodowych. Umożliwia uwierzytelnianie urządzeń dołączonych do portów sieci lokalnej, ustanowienie połączenia punkt-punkt i nie zezwala na dostęp z określonego portu, jeśli uwierzytelnienie się nie powiedzie. Jest często używany przy połączeniach do punktu dostępowego w sieciach bezprzewodowych w standardzie 802.11. Jest oparty na protokole EAP (Extensible Authentication Protocol, RFC 2284 ↓). RFC 2284 zostało zastąpione przez RFC 3748 ↓.
802.1X jest również coraz szerzej dostępny w przełącznikach sieci ethernet, jednak wymaga, aby przyłączane urządzenia lub komputery miały odpowiednie oprogramowanie, zwane suplikantem 802.1X. Zastosowanie uwierzytelnienia 802.1X eliminuje niebezpieczeństwo nieautoryzowanego dostępu do sieci już na poziomie warstwy dostępu do sieci.
Wielu dostawców zaimplementowało standard 802.1X w bezprzewodowych punktach dostępowych, aby ominąć zagrożenia wynikające ze słabości protokołu WEP (Wired Equivalent Privacy). Zazwyczaj uwierzytelnienie jest przeprowadzane przez serwer RADIUS, zapewniając uwierzytelnienie jednokierunkowe (klienta) lub dwukierunkowe (klienta i serwera).